# A Karim Na Sala
Pour plus de détails, voir Fiche technique et Distribution.
A Karim Na Sala est un film franco-helvético-burkinabé réalisé par Idrissa Ouedraogo, sorti en 1991.

## Synopsis
Karim a 12 ans. Il vit avec sa mère, Aïsha, et son oncle, Issa. Car à la suite de la mystérieuse disparition de son mari, Aïsha a dû se remarier avec cet oncle de Karim, qui est un véritable tyran. Le jeune garçon travaille aux champs et vend des poulets et des calebasses sur les marchés. La vie s’écoule ainsi au quotidien jusqu’au jour où Sala se rend au village de Karim pour y passer les vacances. Sala est une jeune fille de 12 ans qui vit en ville dans un milieu aisé. Malgré leurs différences, malgré leur âge, les deux enfants apprennent à s’aimer.

## Fiche technique
- Réalisation : Idrissa Ouedraogo
- Production : Arcadia Films, FR3 Cinéma, Les Films du Crépuscule
- Scénario : Idrissa Ouedraogo
- Image : Pierre-Laurent Chénieux
- Musique : Myriam Makeba, Ibrahim Abdoullah, Ramon Cabera
- Montage : Dominique Martin, Emmanuelle Dahais

## Distribution
- Noufou Ouedraogo
- Roukiétou Barry
- Sibidou Ouedraogo
- Hyppolite Wangrawa
- Omar Coulibaly